# Gyrophaena munsteri
Gyrophaena munsteri är en skalbaggsart som beskrevs av Embrik Strand 1935. Gyrophaena munsteri ingår i släktet Gyrophaena, och familjen kortvingar. Enligt den finländska rödlistan är arten starkt hotad i Finland. Arten är reproducerande i Sverige. Artens livsmiljö är skogar.